# أندي بيل (عازف باس)
أندي بيل (بالإنجليزية: Andy Bell) (و. 1970  م) هو عازف بيس، وعازف قيثارة من المملكة المتحدة، وويلز، ولد في كارديف، يستخدم آلات غيتار البيس، وقيثارة.

## التعليم
تعلم في Cheney School ‏.

## وصلات خارجية
- أندي بيل على موقع IMDb (الإنجليزية)
- أندي بيل على موقع ميوزك برينز (الإنجليزية)
- أندي بيل على موقع إن إن دي بي (الإنجليزية)
- أندي بيل على موقع أول ميوزيك (الإنجليزية)
- أندي بيل على موقع ديسكوغز (الإنجليزية)
- أندي بيل على موقع قاعدة بيانات الفيلم (الإنجليزية)

- أندي بيل في قاعدة بيانات الأفلام على الإنترنت